# Ткачёва, Мария Сергеевна
Мария Сергеевна Ткачёва (род. 17 декабря 2001) — российская теннисистка, мастер спорта России (2019). Четырёхкратная чемпионка России: в одиночном (2023), в женском парном (2024) и парном смешанном разрядах (2023, 2024); победительница двадцати одного турнира ITF (7 — в одиночном разряде).

## Биография
Мария Сергеевна Ткачёва родилась 17 декабря 2001 года в России.

## Спортивная карьера
В 2019—2024 годах стала победительницей шести турниров ITF в одиночном разряде.
И в 2019—2025 годах стала победительницей ещё тринадцати турниров ITF в парном разряде.

### 2022—2024
В начале октября 2022 года в Казани стала бронзовым призёром чемпионата России в одиночном разряде, где она в матче за бронзу обыграла Анастасию Золотарёву со счётом 6-3, 4-1, отказ.
В начале октября 2023 года в Казани стала двукратной чемпионкой России: в одиночном разряде, где она в финальном матче обыграла Викторию Михайлову; и в парном смешанном разряде вместе с Егором Агафоновым, где в финальном матче они обыграли Владимира Королёва и Викторию Михайлову.
В конце сентября 2024 года в Казани вновь стала двукратной чемпионкой России: в женском парном разряде вместе с Анастасией Гасановой; и в парном смешанном разряде вместе с Павлом Вербиным, где в финальном матче они обыграли Александра Лобанова и Марию Тимофееву со счётом 6-7, 6-3, 10:8.

## Итоговое место в рейтинге WTA по годам
| Год  | Одиночный рейтинг | Парный рейтинг |
| 2024 | 380               | 402            |
| 2023 | 1233              | 1506           |
| 2022 | 333               | 362            |
| 2021 | 766               | 741            |
| 2020 | 668               | 697            |
| 2019 | 800               | 924            |